# Incubatrice (zootecnia)

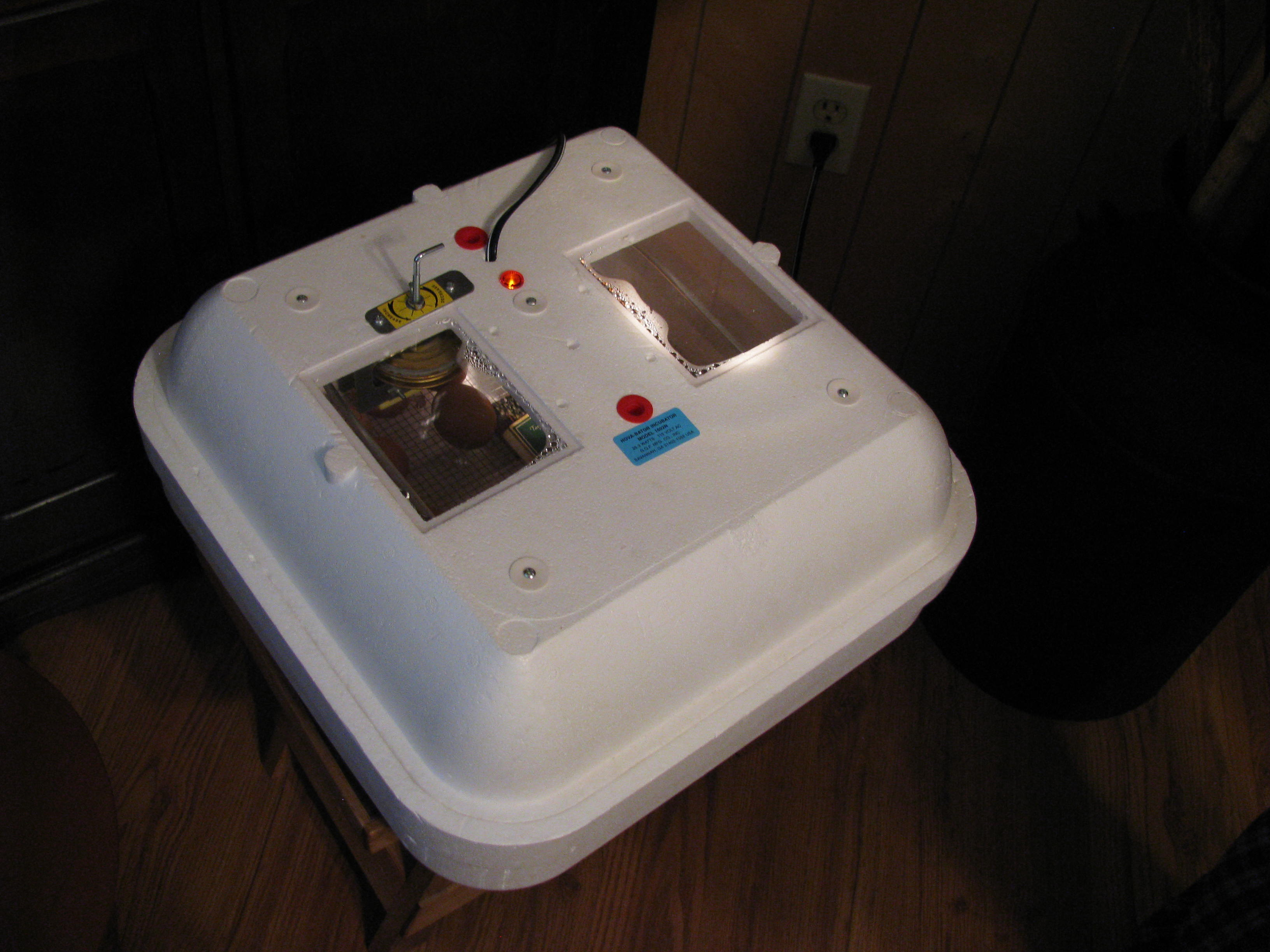
Piccola incubatrice

L'incubatrice è una macchina che serve per schiudere le uova di vari uccelli, rettili e avicoli, sostituendo la madre o l'ambiente naturale. Le incubatrici più sofisticate sono dotate di vassoi mobili che ruotano le uova con una frequenza impostabile, in modo da consentire un miglior sviluppo dell'embrione e degli annessi embrionali.

## Descrizione

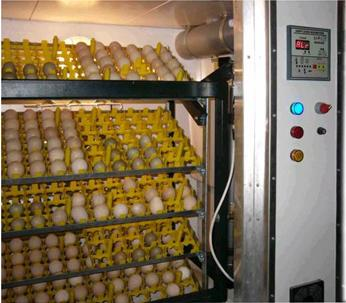
Incubatrice di grandi dimensioni

Nei suoi elementi principali, l'incubatrice è un contenitore che scalda le uova, le tiene alla giusta temperatura (l'uovo di gallina necessita di 37,7 °C ) e umidità per il tempo sufficiente alla loro schiusa. L'umidità cambia per i due periodi di incubazione, il periodo iniziale (periodo di cova) solitamente viene fatto a umidità relativamente bassa (40/45%) mentre nel periodo finale (periodo di schiusa) che consiste negli ultimi 3 giorni di incubazione, l'umidità viene aumentata fino al 70% per facilitare la schiusa delle uova. L'incubatrice è dotata di una resistenza elettrica o una lampadina per scaldare, un termostato che previene surriscaldamenti o cali di temperatura, un igrometro per controllare l'umidità, e una ventola per tenere questi parametri uniformi in tutto l'ambiente. In ogni incubatrice è presente una piccola vasca per l'acqua, indispensabile per garantire la giusta umidità. È sempre presente una finestra o oblò per guardare dentro e controllare quando le crepe sulle uova annunciano la schiusa.
Esistono incubatrici di varie dimensioni, da quelle minuscole per sei uova di gallina, a quelle industriali che possono incubare 3000 uova.
Come è intuibile, i modelli più piccoli sono meno sofisticati e richiedono un controllo umano frequente e danno minori garanzie di successo, mentre quelli industriali controllano tutti i parametri e avvertono l'operatore solo in caso di problemi.
Un elemento importante per le incubatrici, sia quelle destinate alle uova di uccello, che sono le più diffuse in commercio, sia quelle per uova di gallina, è il voltauova. Durante la cova il volatile, col becco, muove spesso le uova e questo è necessario perché l'embrione non si incolli alle pareti dell'uovo. Quando si usa un'incubatrice questa operazione deve essere fatta lo stesso. Nelle incubatrici più piccole le uova vanno voltate a mano una per una, preferibilmente quattro volte al giorno, in particolare durante il primo periodo della cova, nelle macchine medie c'è un'asta che muove tutte le uova in una volta, nelle macchine più grandi l'operazione è automatica.
Quando i pulcini nascono, l'incubatrice non è più adatta a ospitarli. L'ambiente umido è ancora gradito ma la struttura della macchina, spesso fatta a piani sovrapposti e dotata di griglie, può essere un ostacolo o addirittura un pericolo per i giovani animali. Per questo motivo i piccoli devono essere trasferiti in ambienti caldi e umidi appena iniziano a muoversi. Nelle aziende avicole esistono delle macchine speciali chiamate schiuditoi: simili alle incubatrici ospitano le uova che si stanno schiudendo, proteggendo i piccoli ed evitando che questi vadano in giro a rompere uova non ancora pronte.

## Tecniche di incubazione artificiale
Le due grandezze da tenere in considerazione sono la temperatura all'interno dell'incubatrice e l'umidità relativa dell'aria. Importante considerare anche la ventilazione, la concentrazione di ossigeno e anidride carbonica, lo spessore, la porosità del guscio delle uova. 
La temperatura e l'umidità da mantenere variano da specie a specie, e a tal scopo ogni incubatrice è dotata di una vaschetta dell'acqua che serve per ottenere la quantità di umidità di cui c'è bisogno.
Circa 3 giorni prima della schiusa le uova devono essere trasferite nella camera di schiusa, nella quale l'umidità è più alta e la temperatura è più bassa di circa 0,5 °C.
È importante capire che l'umidità non varia con la profondità della vaschetta, ma cresce con l'aumentare della superficie evaporante.
Le uova durante l'incubazione artificiale devono essere poste verticalmente con il polo acuto verso il basso e quindi la camera d'aria verso l'alto.
Ogni specie avicola ha un suo ben preciso periodo incubazione, specifici valori di temperatura e umidità.
Nel caso della gallina tale periodo è di 21 giorni a 37,7 °C.
Il 21º giorno avverrà la schiusa del pulcino .